# Coupe de Yougoslavie masculine de handball
La Coupe de Yougoslavie masculine de handball mettait aux prises les meilleures équipes de club de Yougoslavie avant la dissolution de fait de la République fédérale socialiste en 1991, date de la dernière édition de la compétition.
Aujourd'hui, les équipes participent aux coupes nationales suivantes :
- Coupe de Bosnie-Herzégovine
- Coupe de Croatie
- Coupe de Macédoine du Nord
- Coupe de RF Yougoslavie (1992-2003) puis de Serbie-et-Monténégro (2003-2006), elle-même aujourd'hui séparée en :
  - Coupe du Monténégro
  - Coupe de Serbie
- Coupe de Slovénie

## Finales
Le résultat des finales est,, :
| Date de la finale       | Lieu de la finale | Club vainqueur           | Score                                     | Club finaliste            |
| ----------------------- | ----------------- | ------------------------ | ----------------------------------------- | ------------------------- |
| 14 décembre 1955        | Zagreb            | Mladost Zagreb           | 14-7 (9-2)                                | RK Bosna Sarajevo         |
| 29 novembre 1956        | Belgrade          | Étoile rouge de Belgrade | 10-8 (4-1)                                | RK Železničar Belgrade    |
| 29 novembre 1957        | Banja Luka        | RK Borac Banja Luka      | 15-13 (8-5)                               | RK Železničar Belgrade    |
| 30 novembre 1958        | Banja Luka        | RK Borac Banja Luka      | 21-11 (9-5)                               | Partizan Bjelovar         |
| 30 novembre 1959        | Belgrade          | Partizan Belgrade        | 10-8 (6-3)                                | Mladost Zagreb            |
| 30 novembre 1960        | Bjelovar          | Partizan Bjelovar        | 22-13 (13-7)                              | RK Rabotnički Skopje      |
| 10 décembre 1961        | Banja Luka        | RK Borac Banja Luka      | 14-9 (7-6)                                | RK Zagreb                 |
| 29 novembre 1962        | Zagreb            | RK Zagreb                | 15-10 (7-6)                               | RK Bosna Sarajevo         |
| 29 novembre 1963        | Novi Sad          | RK Bosna Sarajevo        | 16-14ap (13-13)                           | Partizan Bjelovar         |
| 1964                    | Non disputée      | Non disputée             | Non disputée                              | Non disputée              |
| 18 et 25 mai 1965       | Visoko Zagreb     | RK Medveščak Zagreb      | 15-13 (8-4) 20-12 (14-6)                  | RK Bosna Visoko           |
| 18 mai 1966 25 mai 1966 | Belgrade Kumrovec | Partizan Belgrade        | 14-9 11-11                                | RK Bosna Sarajevo         |
| 14 mai 1967             |                   | RK Crvenka               | 16-14 (8-7)                               | Partizan Bjelovar         |
| 26 mai 1968             | Kumrovec          | Partizan Bjelovar        | 21-13 (8-7)                               | RK Borec Vélès            |
| 25 mai 1969             | Kumrovec          | RK Borac Banja Luka      | 16-15                                     | RK Medveščak Zagreb       |
| 24 mai 1970             | Kumrovec          | RK Medveščak Zagreb      | 29-14 (15-8)                              | RK FAP Priboj             |
| 26 décembre 1971        | Sombor            | Partizan Belgrade        | 18-14 (11-6)                              | RK Crvenka                |
| 30 novembre 1972        | Pančevo           | RK Borac Banja Luka      | 23-20a2p (8-7, 16-16, 18-18)              | RK Dinamo Pančevo         |
| 30 décembre 1973        | Sarajevo          | RK Borac Banja Luka      | 18-16 (9-6)                               | RD Slovan Ljubljana       |
| 6 novembre 1974         | Novi Beograd      | RK Borac Banja Luka      | 20-18 (9-5)                               | Étoile rouge de Belgrade  |
| 2 novembre 1975         | Ljubljana         | RK Borac Banja Luka      | 31-28 (16-14)                             | RD Slovan Ljubljana       |
| 18 juin 1976            | Celje             | Partizan Bjelovar        | 27-22 (15-10)                             | RK Celje                  |
| 27 mai 1977             | Niš               | RK Železničar Niš        | 21-20a2p (19-19, 18-18, 11-10)            | Krivaja Zavidovići        |
| 26 mai 1978             | Celje             | RK Medveščak Zagreb      | 24-23a2p (10-8,-18-18, 20-20, 22-22)      | RK Celje                  |
| 25 mai 1979             | Banja Luka        | RK Borac Banja Luka      | 28-26 (14-14)                             | RK Borac Ferizaj          |
| 1980                    |                   | Metaloplastika Šabac     | 28-19                                     | RK Celje                  |
| 8 juin 1981             | Zagreb            | RK Medveščak Zagreb      | 28-27a2p (12-15, 21-21, 24-24)            | RK Borac Banja Luka       |
| mai 1982 25 mai 1982    | Ljubljana Niš     | RK Železničar Niš        | 26-31 (12-14) 30-23ap (24-19, temps rég.) | Kolinska Slovan Ljubljana |
| 1983                    | Šabac             | Metaloplastika Šabac     | 27-20                                     | RK Sloga Doboj            |
| 23 mai 1984             | Crvenka           | Metaloplastika Šabac     | 25-21                                     | RK Crvenka                |
| 15 mai 1985             | Novi Sad          | RK Železničar Niš        | 21-18                                     | RK Borac Banja Luka       |
| 6 juillet 1986          | Niš               | Metaloplastika Šabac     | 30-24 (14-13)                             | RD Slovan Ljubljana       |
| 23 mai 1987             | Zagreb            | RK Medveščak Zagreb      | 26-24ap (9-11, 20-20)                     | RK Borac Banja Luka       |
| 6 novembre 1988         | Belgrade          | RK Crvenka               | 27-26 (10-12)                             | Metaloplastika Šabac      |
| 23 avril 1989           | Novi Sad          | RK Medveščak Zagreb      | 23-21                                     | RK Proleter Zrenjanin     |
| 15 avril 1990           | Zagreb            | RK Medveščak Zagreb      | 28-24 (15-11)                             | RK Pelister Bitola        |
| 24 avril 1991           | Tuzla             | RK Zagreb                | 26-25 (14-14)                             | Étoile rouge de Belgrade  |
| 4 mai 1992              | Svetozarevo       | RK Borac Banja Luka      | 20-16 (10-8)                              | Étoile rouge de Belgrade  |

- (sr) Cet article est partiellement ou en totalité issu de l’article de Wikipédia en serbe intitulé « Куп Југославије у рукомету » (voir la liste des auteurs).

### Bilan par club
| Rang | Club                     | Nb | Titres                                                     | République actuelle |
| ---- | ------------------------ | -- | ---------------------------------------------------------- | ------------------- |
| 1    | RK Borac Banja Luka      | 10 | 1957, 1958, 1961, 1969, 1972, 1973, 1974, 1975, 1979, 1992 | Bosnie-Herzégovine  |
| 2    | RK Medveščak Zagreb      | 7  | 1970, 1978, 1981, 1986, 1987, 1989, 1990                   | Croatie             |
| 3    | Metaloplastika Šabac     | 4  | 1980, 1983, 1984, 1986                                     | Serbie              |
| 4    | Partizan Belgrade        | 3  | 1959, 1966, 1971                                           | Serbie              |
| 4    | Partizan Bjelovar        | 3  | 1960, 1968, 1976                                           | Croatie             |
| 4    | RK Železničar Niš        | 3  | 1977, 1982, 1985                                           | Serbie              |
| 7    | RK Crvenka               | 2  | 1967, 1988                                                 | Serbie              |
| 7    | RK Zagreb                | 2  | 1962, 1991                                                 | Croatie             |
| 9    | Mladost Zagreb           | 1  | 1955                                                       | Croatie             |
| 9    | Étoile rouge de Belgrade | 1  | 1956                                                       | Serbie              |
| 9    | RK Bosna Sarajevo        | 1  | 1963                                                       | Bosnie-Herzégovine  |

### Bilan par république

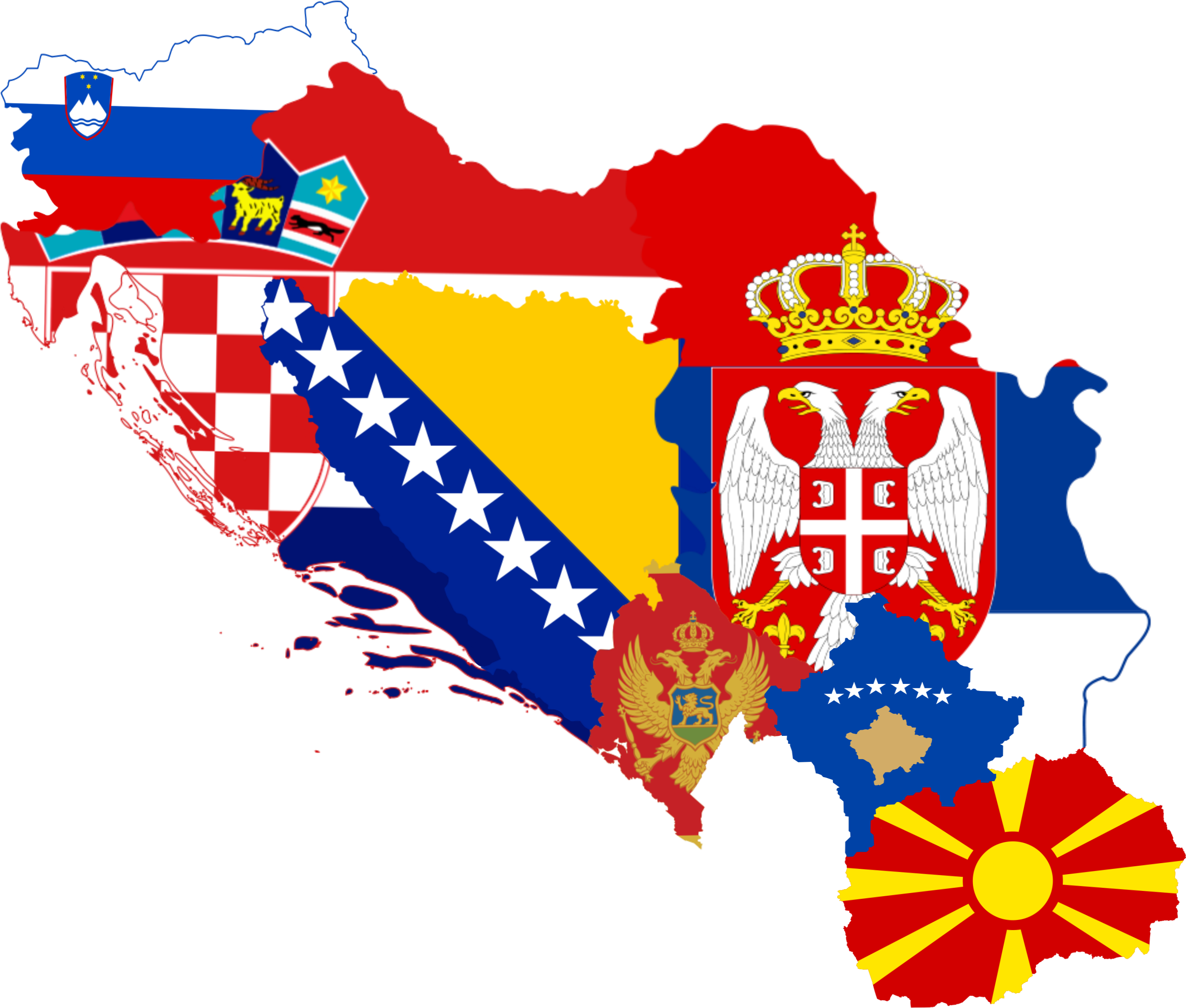
Les actuelles républiques de l'ex-Yougoslavie.

| République actuelle | Total | Titres | Clubs                    |
| ------------------- | ----- | ------ | ------------------------ |
| Croatie             | 13    | 7      | RK Medveščak Zagreb      |
| Croatie             | 13    | 3      | Partizan Bjelovar        |
| Croatie             | 13    | 2      | RK Zagreb                |
| Croatie             | 13    | 1      | Mladost Zagreb           |
| Serbie              | 13    | 4      | Metaloplastika Šabac     |
| Serbie              | 13    | 3      | Partizan Belgrade        |
| Serbie              | 13    | 3      | RK Železničar Niš        |
| Serbie              | 13    | 2      | RK Crvenka               |
| Serbie              | 13    | 1      | Étoile rouge de Belgrade |
| Bosnie-Herzégovine  | 11    | 10     | RK Borac Banja Luka      |
| Bosnie-Herzégovine  | 11    | 1      | RK Bosna Sarajevo        |
| Slovénie            | 0     | 0      | -                        |
| Macédoine           | 0     | 0      | -                        |
| Monténégro          | 0     | 0      | -                        |